# Parnelliter
Parnelliter, på engelska Irish National League, är ett politiskt parti på Irland. 
När Gladstone i november 1890 bröt med Parnell, och majoriteten av det irländska home rule-partiet i underhuset beslutade att avsätta Parnell som partiledare (6 december), splittrades detta i två grupper: de 26 parnelliterna, som höll fast vid Parnell som ledare, och de 45 antiparnelliterna, som till ledare valde Justin MacCarthy (tidigare hade hela partiet ibland kallats parnelliter). Splittringen fortplantade sig ut i landet. Då använde de katolska prästerna sitt inflytande mot Parnell, medan det mäktiga feniska elementet understödde honom. 
Splittringen bestod även efter Parnells död (6 oktober 1892) och vid de allmänna valen det året insattes i underhuset endast 9 parnelliter (med John Redmond som ledare). Gruppens medlemstal i underhuset steg vid valen 1895 till 12. Antiparnelliterna, som efter MacCarthys död 1896 valt J. Dillon till ledare, splittrades i sin tur. Men i januari 1900 skedde en allmän försoning mellan alla de irländska partigrupperna, som då förenades som det Irländska nationalistpartiet under J. Redmonds ledarskap.